# Deutsche Gartenschau 1950

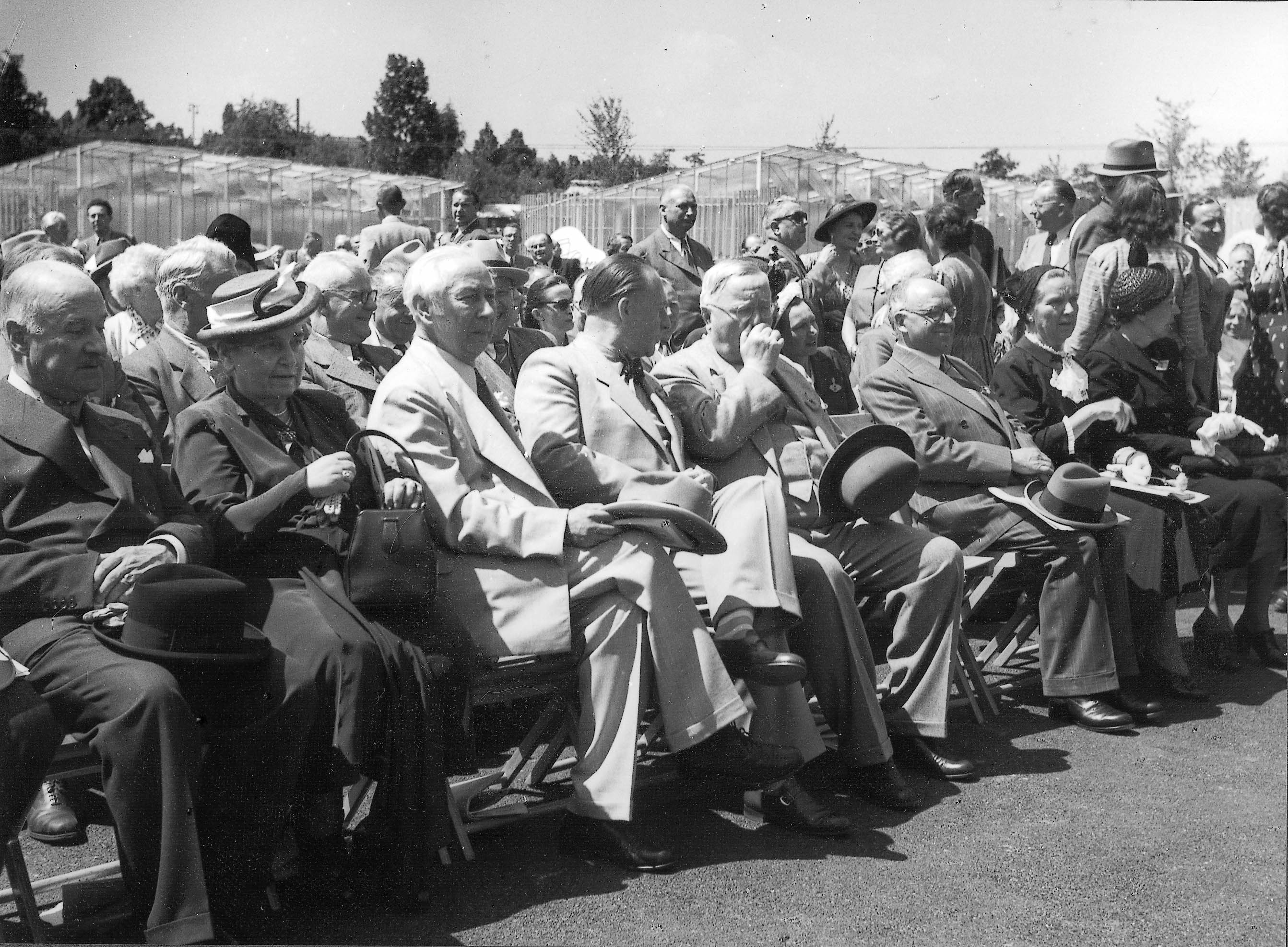
Bundespräsident Theodor Heuss (3.v.l.) bei der Eröffnungsveranstaltung am 3. Juni 1950

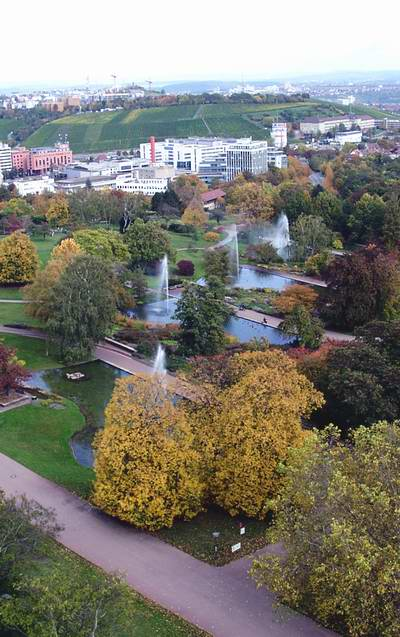
Höhenpark Killesberg im Jahr 2004

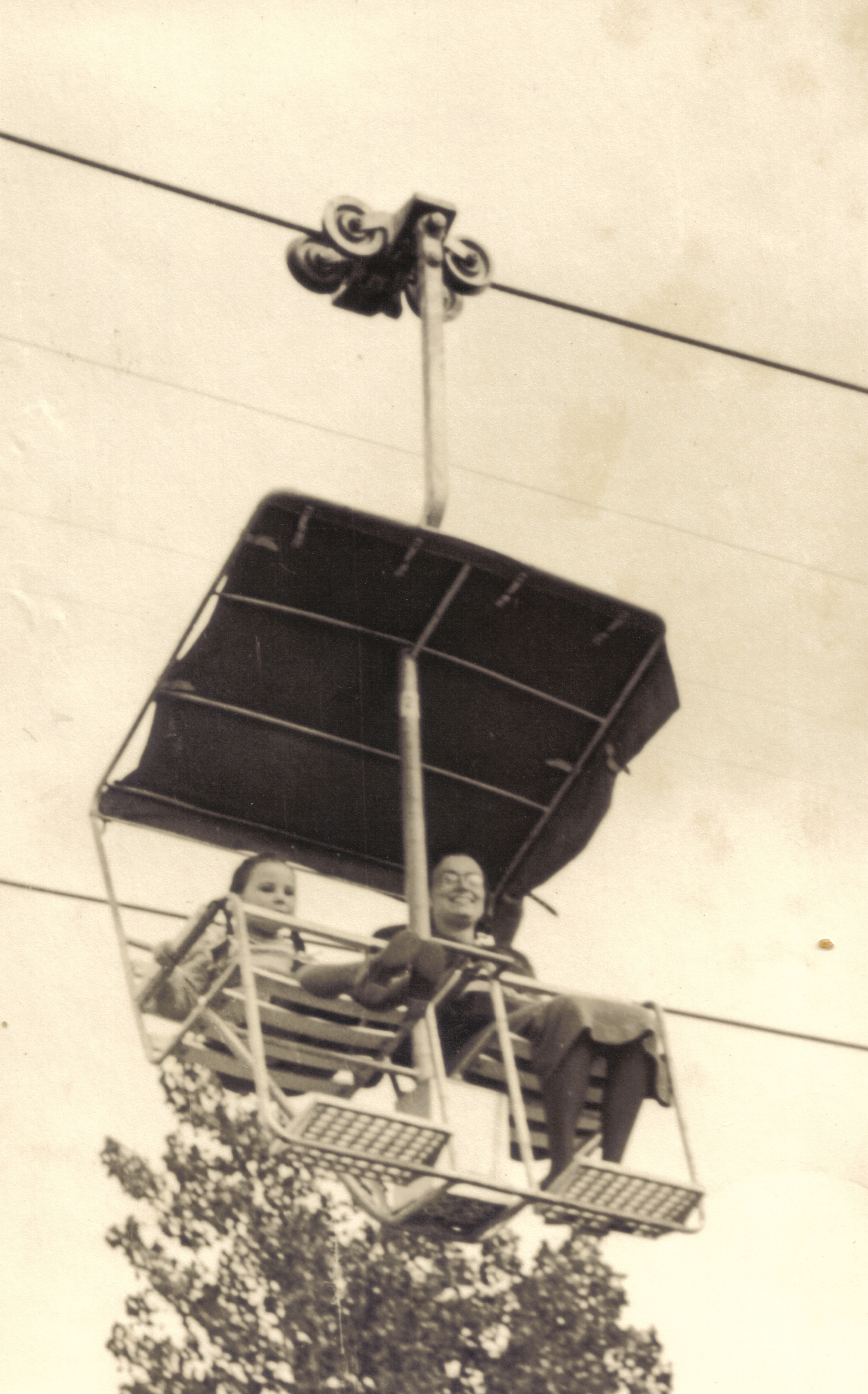
Eine typische Gondel der Sesselbahn im Eröffnungsjahr 1950

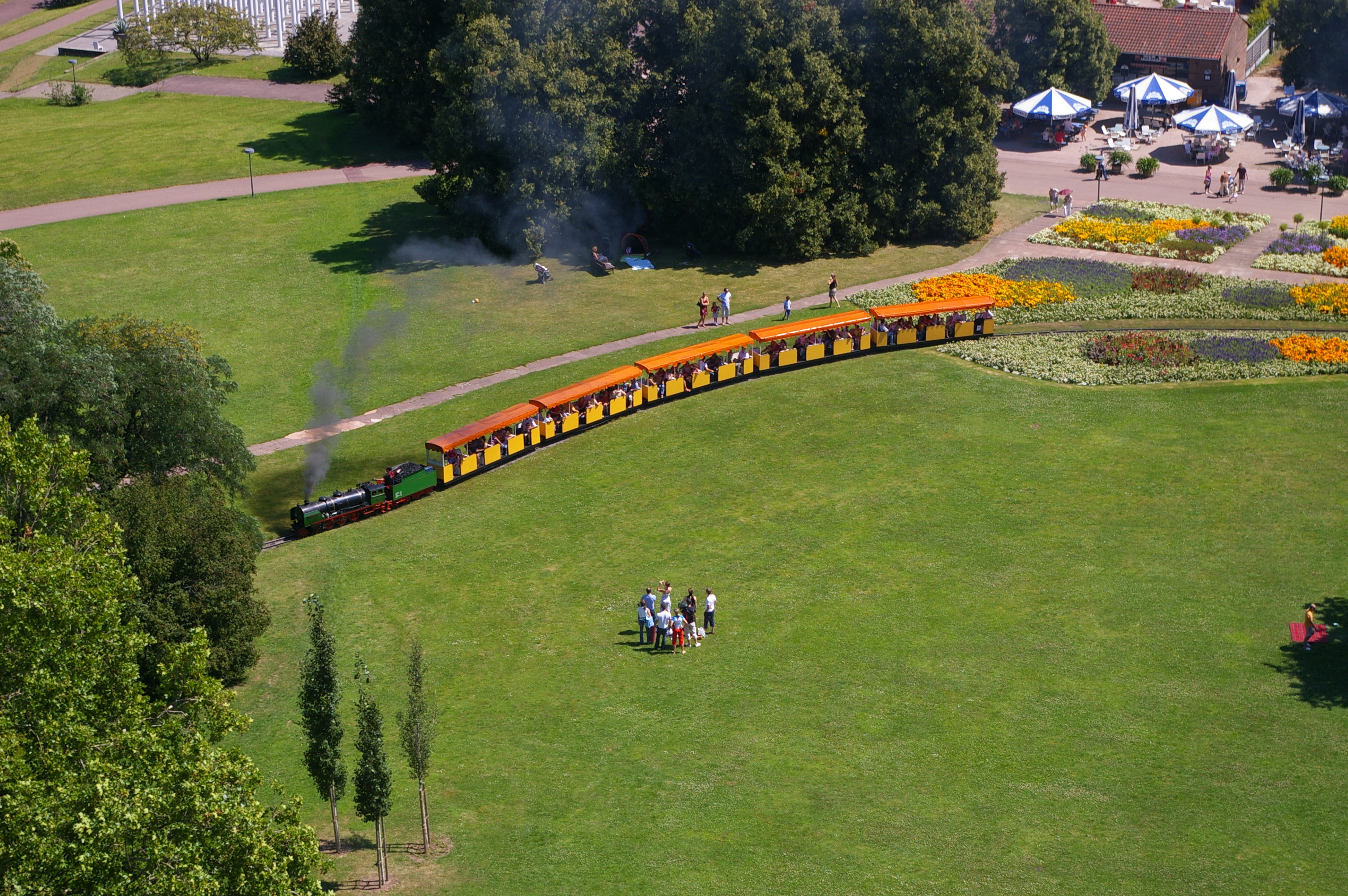
Die „Tazzelwurm“-Bahn im Jahr 2007

Die Deutsche Gartenschau 1950 war eine Gartenschau auf dem Killesberg in Stuttgart im Jahr 1950. Sie folgte der Tradition dreier Reichsgartenschauen der Vorkriegszeit von 1933 bis 1939. Zusammen mit der Südwestdeutschen Gartenschau (SÜWEGA 1949) in Landau in der Pfalz bildet sie das Bindeglied zu den zahlreichen Bundesgartenschauen ab 1951. Nach Jahren des Krieges und der Entbehrung wandte sich die Bevölkerung der Gartenschau mit großem Interesse zu, was in dem statistischen Erfolg mündete, dass 1,9 Millionen Besucher die Gartenschau erlebten.

## Geschichte
Mit Kriegsende bestanden der Killesberg und der dazugehörige Park aus Ruinen und Bombentrichtern. Zuletzt hatte elf Jahre zuvor die letzte Reichsgartenschau von 1939 stattgefunden. Im Zeichen des Neuaufbaus vergab die Stadt Stuttgart im September 1949 den Planungsauftrag für die „Deutsche Gartenschau“, die am 3. Juni 1950 beginnen sollte und durch Bundespräsident Theodor Heuss eröffnet wurde. Die Schau lief bis zum 20. Oktober 1950. Als Ausstellungsgelände wurde auf die gleiche Anlage, auf der 1939 die Reichsgartenschau stattfand, zurückgegriffen. Wie bereits zur Reichsgartenschau 1939 zeichnete für die Gesamtplanung der Potsdamer Gartengestalter Hermann Mattern (Garten- und Landschaftsarchitektur) die Verantwortung. Obwohl Mattern am Osthang für die geplante „Killesbergsiedlung“ Gelände abtreten musste, gelang ihm unter den modifizierten Bedingungen die Umsetzung mit nachhaltiger Kontinuität.
Das Thema „Garten“ erfuhr auch 1950 mit zahlreichen Sonderschauen und umfangreichen Rahmenprogrammen Bedeutsamkeit. Dies spiegelte sich in eindrücklichen Schauen von Topf- und Dekorationspflanzen, aber auch Schnittblumenensembles. Es folgten Aquarien- und Terrarien-Schauen. Schauen mit industriellem Einschlag, so zu den Themen der Keltertechnik und Obstverwertung sowie „Gartenkleidung für Beruf und Erholung“ rundeten die Themenauswahl ab.

## Bauten

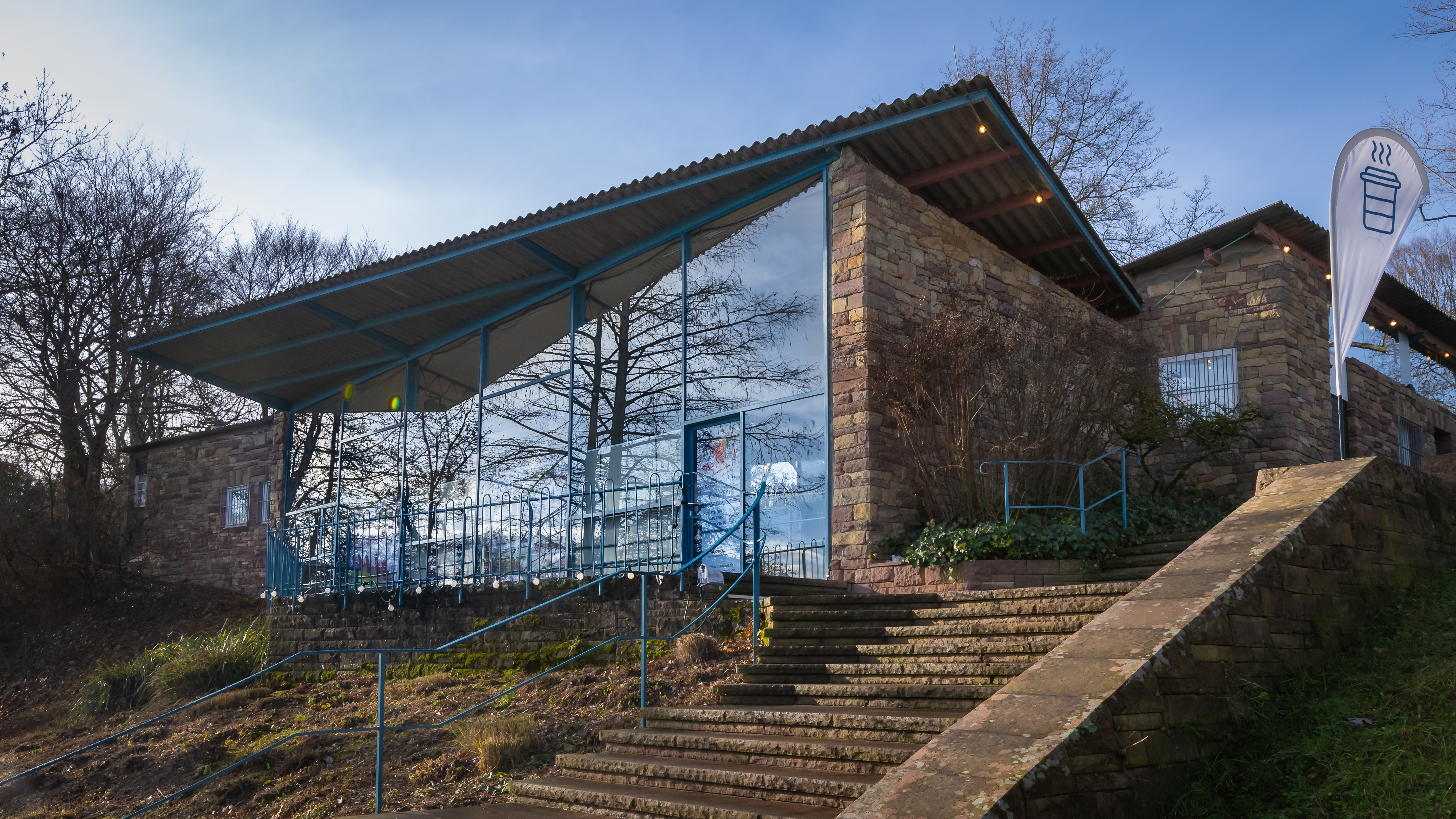
Milchbar von Rolf Gutbrod

Mattern entschied sich für die Errichtung zeitgemäßer Neubauten, nachdem die meisten Gebäude der Reichsgartenschau zerstört worden waren. Glas, Stahl und Beton ersetzten den bodenständigen Werkstein. Seine Architektur offenbarte sich – befreit vom ideologischen Ballast des Dritten Reichs – in transparenter, offener und leichter Bauweise, worin ein Zeichen für eine neue Gesellschaftsordnung erkannt wurde. So ließ er eine Ausstellungshalle in stahlkonstruktiver Bauweise mit umläufiger Verglasung am Haupteingang errichten, die mit den Maßen von 115 Metern Länge, 21 Metern Breite und einer Höhe von knapp zehn Metern die Wirkungsstätte dominierte und budgetgerecht war. Aus symbolischen Zwecken ließ Mattern Reste der ehemaligen Haupthalle der Reichsgartenschau stehen und tauschte dabei nur den schmiedeeisernen Hoheitsadler gegen Friedenstauben aus. Eine besondere Attraktion des Geländes war Matterns Aussichtsturm, der mit einem Schaft aus Glas und Stahlstützen 21 Meter hoch in den Himmel ragte. Rolf Gutbrod, der Erbauer der Liederhalle am Berliner Platz in Stuttgart, erschuf die farbenfrohe „Milchbar“.
Auch konnte das Vorhaben realisiert werden, eine Sesselbahn einzurichten, die eine Verbindung von den Ausstellungshallen zum „Tal der Rosen“ schuf, betrieben von der Stuttgarter Straßenbahnen AG. Die Sesselbahn wurde von einer halben Million Besuchern genutzt. Auch gastronomische Betriebe wurden im unverwechselbaren Stil der 1950er Jahre wieder aufgebaut.